# Patzicía
Patzicía es un municipio del departamento de Chimaltenango, Guatemala. Tenía una población de 40 848 habitantes en 2022. Su extensión territorial es de 44 km² y tiene una altitud de 2130 m s. n. m.

## Gobierno municipal
Los municipios se encuentran regulados en diversas leyes de la República, que establecen su forma de organización, lo relativo a la conformación de sus órganos administrativos, tributos destinados para los mismos; esta legislación se encuentra dispersa en diversos niveles.  Ahora bien, que exista legislación específica para los municipios no significa que a estos no les sean aplicables las normas contenidas en otros cuerpos normativos, pues aunque se trata de entidades autónomas, las mismas se encuentran sujetas, al igual que todas las entidades de tal naturaleza, a la legislación nacional.
Específicamente, las principales leyes que rigen a los municipios en Guatemala desde 1985 son:
| N.º | Ley                                                | Descripción |
| --- | -------------------------------------------------- | --- |
| 1   | Constitución Política de la República de Guatemala | Le son aplicables diversos artículos generales de la misma, y además tiene una regulación legal específica en los artículos 253 al 262, que constituyen su base constitucional.                                                                                            |
| 2   | Ley Electoral y de Partidos Políticos              | Ley de carácter constitucional creada por la Asamblea Nacional Constituyente que aplicable a los municipios en diversos aspectos pero fundamentalmente en el tema de la conformación de sus autoridades electas, puesto que regula la manera en que se eligen y conforman. |
| 3   | Código Municipal                                   | Decreto 12-2002 del Congreso de la República de Guatemala. Tiene la categoría de ley ordinaria y contiene preceptos generales aplicables a todos los municipios, e inclusive contiene legislación referente a la creación de los municipios.                               |
| 4   | Ley de Servicio Municipal                          | Decreto 1-87 del Congreso de la República de Guatemala. Regula las relaciones entra la municipalidad y los servidores públicos en materia laboral. Tiene su base constitucional en el artículo 262 de la constitución que ordena la emisión de la misma.                   |
| 5   | Ley General de Descentralización                   | Decreto 14-2002 del Congreso de la República de Guatemala. Regula el deber constitucional del Estado, y por ende del municipio, de promover y aplicar la descentralización y desconcentración económica y administrativa.                                                  |

El gobierno de los municipios de Guatemala está a cargo de un Concejo Municipal, de conformidad con el artículo 254 de la Constitución Política de la República de Guatemala, que establece que «el gobierno municipal será ejercido por un concejo municipal». A su vez, el código municipal —que tiene carácter de ley ordinaria y contiene disposiciones que se aplican a todos los municipios de Guatemala— establece en su artículo 9 que «el concejo municipal es el órgano colegiado superior de deliberación y de decisión de los asuntos municipales […] y tiene su sede en la circunscripción de la cabecera municipal». Por último, el artículo 33 del mencionado código establece que «[le] corresponde con exclusividad al concejo municipal el ejercicio del gobierno del municipio».
El concejo municipal se integra de conformidad con lo que establece la Constitución en su artículo 254, es decir «se integra con el alcalde, los síndicos y concejales, electos directamente por sufragio universal y secreto para un período de cuatro años, pudiendo ser reelectos». Al respecto, el código municipal en el artículo 9 establece «que se integra por el alcalde, los síndicos y los concejales, todos electos directa y popularmente en cada municipio de conformidad con la ley de la materia».

## Historia
El poblado fue fundado en la época prehispánica, aproximadamente en el siglo XII, y forma parte del territorio kakchikel. 
El municipio de Patzicía se caracteriza por ser uno de los más grandes productores de hortalizas en Guatemala, y actualmente exporta su producción agrícola a toda Centroamérica, lo que lo coloca como la "fuente de alimentación de la población centroamericana".[cita requerida]

### Tras la Independencia de Centroamérica
Tras la Independencia de Centroamérica en 1821, la constitución del Estado de Guatemala promulgada en 1825 dividió el territorio del Estado para la administración de justicia en diez distritos y varios circuitos. Patzicía estaba en el circuito de Chimaltenango en el Distrito N.° 8 (Sacatepéquez); este distrito contenía a Chimaltenango, Yepocapa, San Miguelito, Tejar, San Luis, Acatenango, Itzapa, Calderas, Chimachoy, Nejapa, Parramos, Tuluché, Chicoj y San Jacinto.

### El «Acta de Patzicía»
Históricamente se le conoce porque en Patzicía, el 3 de junio de 1871, el General Justo Rufino Barrios al frente de sus tropas, suscribió el Acta de Patzicía, en la cual desconocían el gobierno conservador del mariscal Vicente Cerna y Cerna y nombraban como presidente provisorio al general Miguel García Granados. Con la suscripción de dicha acta, prácticamente triunfó la Revolución Liberal de 1871, seis años después de la muerte del presidente conservador vitalicio, capitán general Rafael Carrera.

### Terremoto de Guatemala de 1874
De acuerdo al periódico estadounidense The New York Times, el terremoto de Guatemala del 3 de septiembre de 1874 fue el más devastador de los que se registraron en ese año en todo el mundo. No solamente se destruyó completamente el pueblo de Parramos,
 sino que bandas de forajidos armados con cuchillos y otras armas punzocortantes intentaron asaltar a los damnificados y robarles lo poco que les quedaba; afortunadamente, las bandas fueron capturadas por la policía del gobierno del general Justo Rufino Barrios y ejecutadas sumariamente.
Los sismos se iniciaron en agosto, pero nadie les puso atención pues la población estaba acostumbrada a que temblara con cierta frecuencia; es más, no impidieron que se celebrara una gran gala en honor al enlace matrimonial del presidente Barrios con su joven esposa, Francisca Aparicio de Barrios.
Un testigo relató que el terremoto se sintió como una combinación de una larga serie de movimientos verticales y horizontales que hacían que pareciera que el suelo se movía en forma de olas y que se elevaba hasta un pie de alto por encima de su nivel normal.
Otro testigo indicó que el pueblo de San Miguel Dueñas quedó totalmente destruido, y quienes lograron sobrevivir salieron huyendo buscando áreas más seguras.  En total, hubo US$300,000 en pérdidas; los poblados afectados aparte de Antigua Guatemala, Dueñas, Parramos y Patzicía, fueron Jocotenango, San Pedro Sacatepéquez, Ciudad Vieja y Amatitlán.

### Terremoto de Guatemala de 1976
La Carretera CA-I —antigua Carretera Interamericana— sufrió severos daños entre Patzicía, Patzún, Godínez y Panajachel, en Sololá; las reparaciones de esta carretera estuvieron a cargo de la Secretaría de Obras Públicas de México que envió más de doscientos hombres en destacamentos autosuficientes, es decir, con sus propios campamentos, maquinaria y provisiones.  En el punto intermedio entre Godínez y Patzún, en el lugar conocido como Los Chocoyos, hubo un derrumbe de tal magnitud que sepultó a varias casas con todo y sus habitantes.